# Fargesia nujiangensis
Fargesia nujiangensis är en gräsart som beskrevs av Hsueh f. och C.M.Hui. Fargesia nujiangensis ingår i släktet bergbambusläktet, och familjen gräs. Inga underarter finns listade i Catalogue of Life.